# 威斯康星大學帕克塞德分校
威斯康星大學帕克塞德分校（University of Wisconsin–Parkside）是威斯康星大學系統內、位於美國威斯康星州基诺沙的一所公立大學，依照一項州議會法案成立於1965年。 2015年《美國新聞與世界報道》未將其列入排名中。

## 外部連結
- Official website （页面存档备份，存于）
- Parkside Athletics （页面存档备份，存于）
- The Ranger News （页面存档备份，存于）

42°38′40″N 87°51′09″W / 42.64444°N 87.85250°W